# Ютценбах
Ютценбах (нем. Jützenbach) — коммуна в Германии, в земле Тюрингия. 
Входит в состав района Айхсфельд. Подчиняется управлению Айксфельд-Зюдхарц.  Население составляет 566 человек (на 31 декабря 2006 года). Занимает площадь 8,67 км². Официальный код  —  16 0 61 053.